# 菲利普·卡瑞
菲利普·卡黑（法語：Philippe Garrel；1948年4月6日—）是法國電影工作者，他執導的電影作品多次獲選入威尼斯影展與坎城影展。

## 生平
菲利普·卡黑的父親莫里斯·卡黑是位演員。他自年幼時就對電影產生極大興趣，尤其受到尚盧·高達和法蘭索瓦·楚浮作品的影響尤大；1964年，16歲時就執導了第一部作品《Les Enfants Désaccordés》。
他的電影作品曾六度進入威尼斯影展正式競賽單元，分別是《餘音不再》（1991）、《冬夜晚風》（1999）、《狂野天真》（2001）、《安那其戀人》（2005）、《偷歡》(2011)和《戀人啊！》（2013），其中他以《餘音不再》獲得銀獅獎，以及以《安那其戀人》獲得最佳導演銀獅獎。
2008年，他的電影作品《黎明前與妳相遇》獲選為第61屆坎城影展正式競賽片；2020年，他憑藉《淚水成鹽》進入第70屆柏林影展正式競賽單元；2023年，他憑藉《偶戲之家》再度進入第73屆柏林影展正式競賽單元並獲得最佳導演銀熊獎。

## 私人生活
菲利普·卡黑與德國歌手Nico在1969年見面後就陷入熱戀，她之後主演了許多卡黑執導的電影，並演唱其歌曲，兩人關係直至1979年結束。菲利普·卡黑之後與法國演員碧姬·夕交往，他們的兒子路易·卡黑也成為演員。
目前菲利普·卡黑的老婆是演員兼編劇卡洛琳·達拉絲。

## 電影作品
- 1967年：《瑪麗為了回憶》（Marie pour mémoire）
- 1968年：
  - 《尋寶》（Le Révélateur）
  - 《專注》（La Concentration）
  - 《安內蒙尼（法语：Anémone (film)）》（Anémone）
- 1969年：《處女的床》（Le Lit de la Vierge）
- 1971年：《內心的傷痕》（La Cicatrice intérieure）
- 1973年：《高處孤獨》（Les Hautes Solitudes）
- 1975年：《天使路過（法语：Un ange passe (film, 1975)）》（Un ange passe）
- 1976年：《水晶搖籃》（Le Berceau de cristal）
- 1979年：《各種起源的藍色》（Le Bleu des origines）
- 1982年：《秘密的孩子》（L'Enfant secret）
- 1985年：《她在陽光下度過的歲月》（Elle a passé tant d'heures sous les sunlights）
- 1983年：《自由如夜》（Liberté, la nuit）
- 1989年：《迴吻》（Les Baisers de secours）
- 1991年：《餘音不再》（J'entends plus la guitare）
- 1993年：《愛的誕生》（La Naissance de l'amour）
- 1996年：《魅幻之心》（Le Cœur fantôme）
- 1999年：《冬夜晚風》（Le vent de la nuit）
- 2001年：《狂野天真》（Sauvage Innocence）
- 2005年：《安那其戀人》（Les Amants réguliers）
- 2008年：《黎明前與妳相遇》（La Frontiere de l'Aube）
- 2011年：《偷歡》（Un été brûlant）
- 2013年：《戀人啊！（法语：La Jalousie (film, 2013)）》（La Jalousie）
- 2015年：《巴黎式出軌》（L'Ombre des femmes）
- 2017年：《一日情人》（L'Amant d'un jour）
- 2020年：《淚水成鹽》（Le sel des larmes）
- 2023年：《偶戲之家》（Le Grand Chariot）

## 外部連結
- 菲利普·卡瑞在互联网电影资料库（IMDb）上的資料（英文）